# Titularbistum Arpi
Arpi ist ein Titularbistum der römisch-katholischen Kirche.
Es geht zurück auf einen untergegangenen Bischofssitz in der gleichnamigen antiken Stadt, die in süditalienischen Landschaft Apulien lag.
| Titularbischöfe von Arpi |                            |                                                        |                   |                   |
| Nr.                      | Name                       | Amt                                                    | von               | bis               |
| 1                        | Raffaele Pellecchia        | Weihbischof in Alife (Italien)                         | 19. März 1967     | 28. Juni 1971     |
| 2                        | Juan Félix Pepén y Solimán | Weihbischof in Santo Domingo (Dominikanische Republik) | 12. Mai 1975      | 22. Juli 2007     |
| 3                        | Vincenzo Di Mauro          | Kurienbischof                                          | 3. September 2007 | 22. November 2010 |
| 4                        | Juan Espinoza Jiménez      | Weihbischof in Morelia (Mexiko)                        | 15. Dezember 2010 | 23. Dezember 2021 |
| 5                        | Juan Carlos Asqui Pilco    | Weihbischof in Tacna y Moquegua (Peru)                 | 26. März 2022     |                   |